# Adam Matthews
Adam Matthews (ur. 13 stycznia 1992 w Swansea) – walijski piłkarz występujący na pozycji prawego obrońcy, gracz Sunderlandu i reprezentacji Walii.